# Cultura de Eslovaquia
La cultura de Eslovaquia ha recibido la influencia de otras culturas como la eslava, húngara, austriaca y germana.

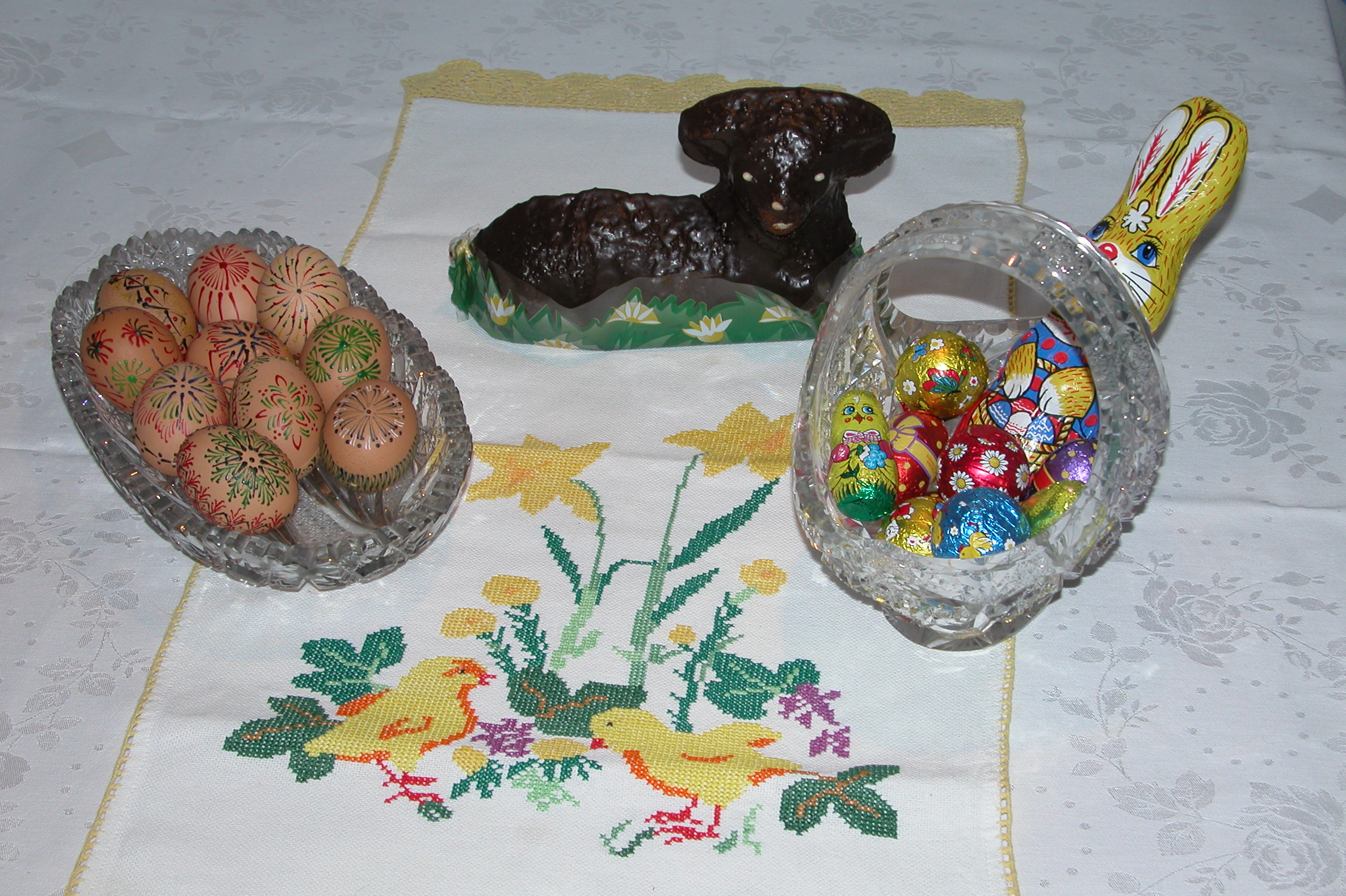
Símbolos de la Pascua eslovacos.

## Música
Compositores importantes: Alexander Moyzes, Ján Cikker (1911–1989), Eugen Suchoň (1908–1993), Ivan Hrušovský (1927–2001), Peter Machajdik (nacido en 1961)

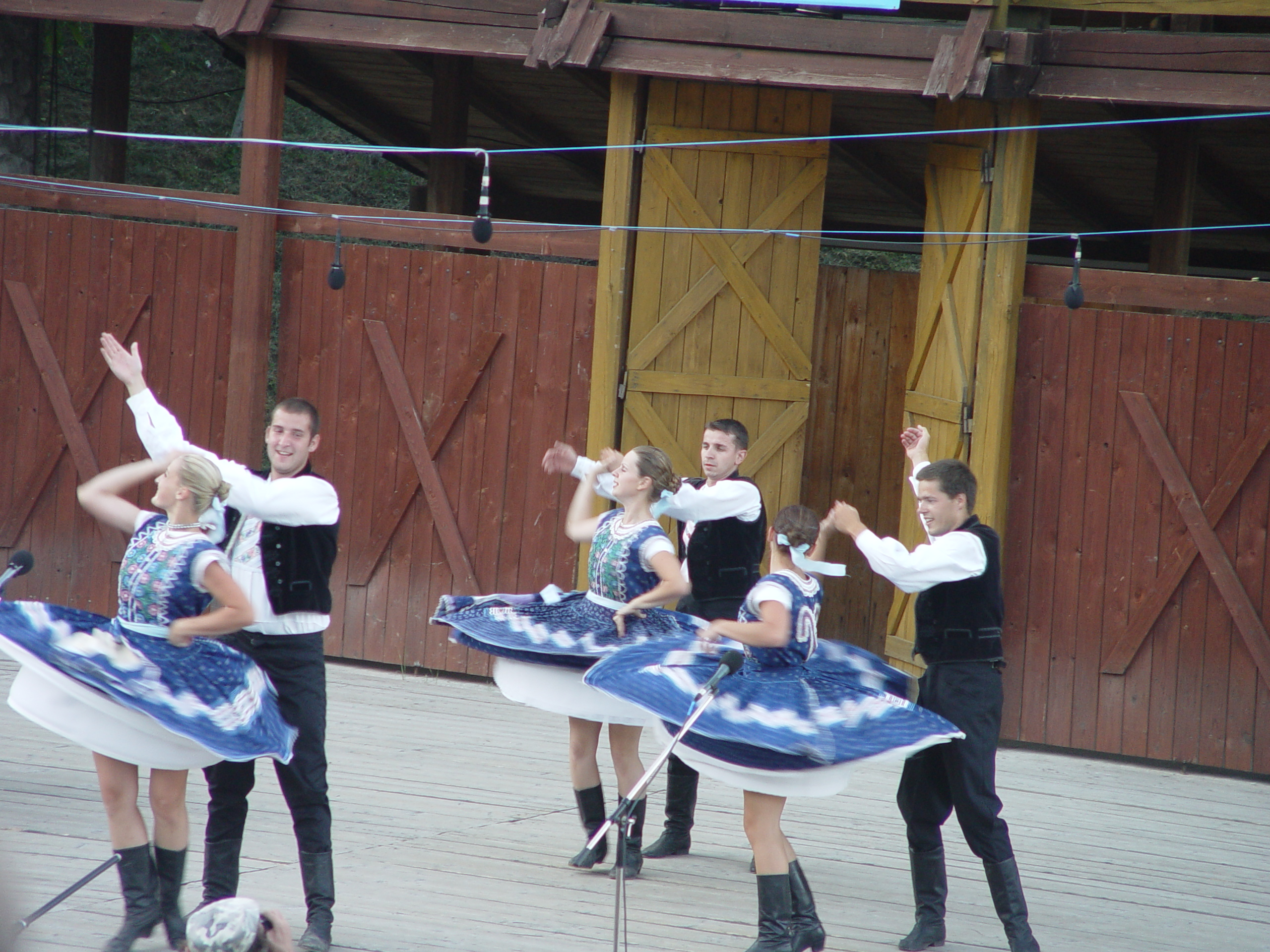
Danza popular eslovaca.

## Literatura
El clasicismo eslovaco fue parte de un movimiento europeo de la Ilustración. El auge del nacionalismo en las postrimerías de la Revolución Francesa dio lugar a una literatura de renacimiento nacional. Hasta mediados del siglo XIX, Eslovaquia fue escrita por lo general n forma de República Checa, con diversos grados.
El poema épico de Jan Holly lllvätopluk, publicado en 1833, es el texto más importante de este período.

## Gastronomía
Véase Gastronomía de Eslovaquia

## Idioma
Véase Idioma eslovaco

## Cultura popular

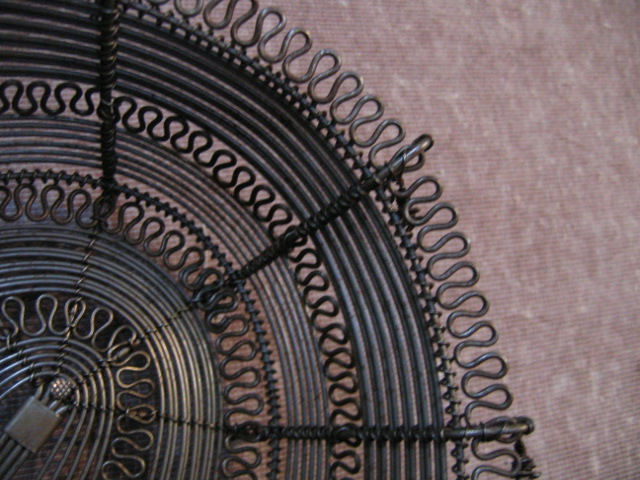
Productos eslovacos hechos de alambre.

El hacha del Pastor (fokos) es una hacha larga tenue usada en los siglos pasados por los pastores en las montañas de los Cárpatos, especialmente en Polonia, Eslovaquia, Ucrania y Hungría. La característica principal del hacha de un pastor es una combinación de una herramienta con un bastón, que también podría ser utilizado como un arma liviana. Tiene connotaciones simbólicas y culturales y todavía es utilizada como un accesorio en muchos bailes traidicionales, por ejemplo, el odzemok.